# Heuriger
Heuriger es el nombre dado a muchos locales de Austria en los que se sirve vino y los patrones (son viticultores) permiten que la gente en el local pueda experimentar Gemütlichkeit (Sentirse cómodo). Antiguamente se vendía en estos locales el vino elaborado del año. Esta costumbre hace que el nombre Heurig que significa en este año (empleado como adjetivo: heuer) en idioma alemán austriaco forma la palabra que se emplea hoy en día para estos locales: Heuriger.

## Características de los locales

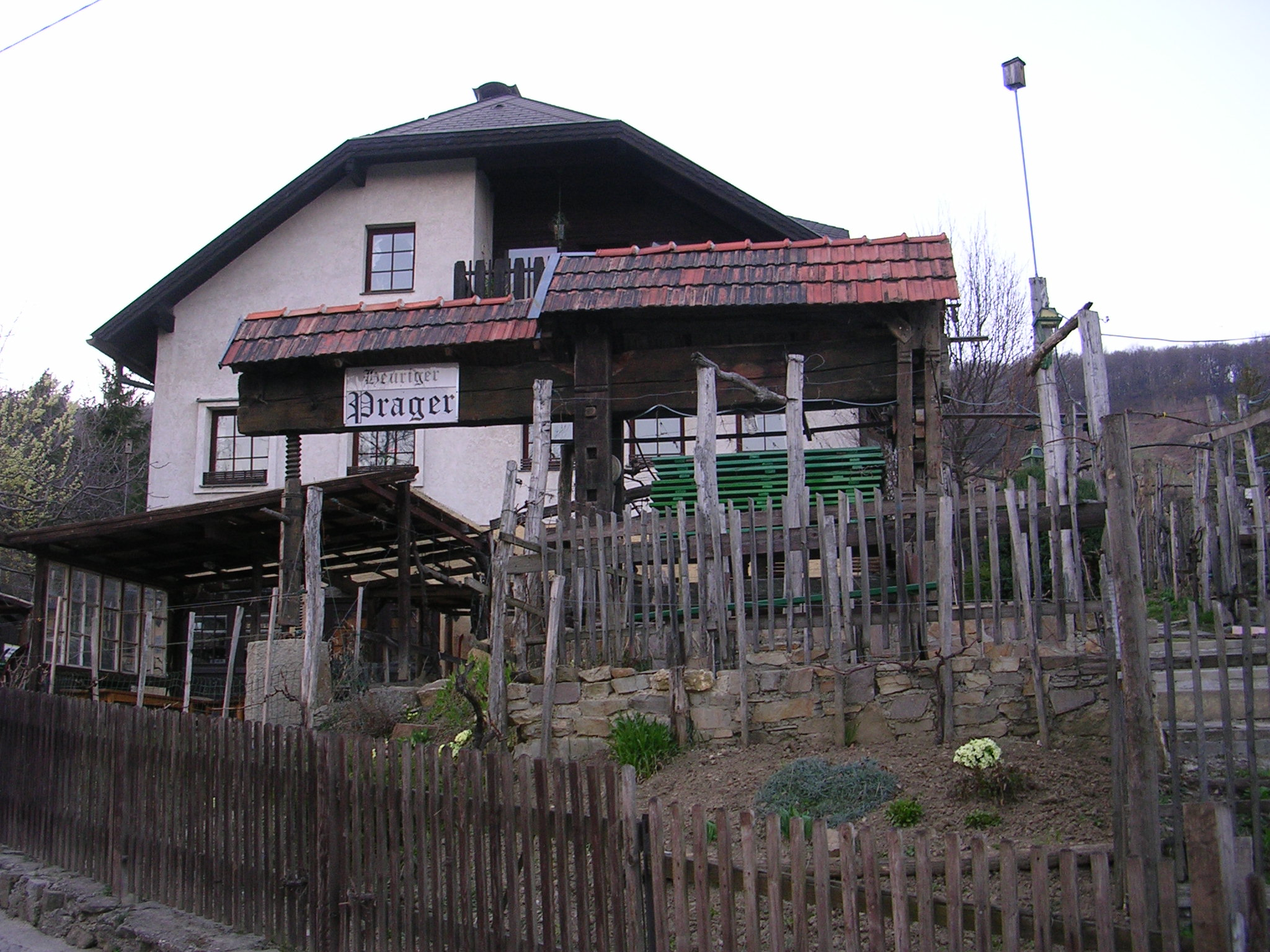
Antigua casa del Heuriger (Heurigenhauses) en Salmannsdorf (Wien-Döbling).

Un local denominado como Heuriger tiene unas limitaciones legales que le diferencian de las tabernas o restaurantes. Estas limitaciones se refieren tanto al vino servido, que solo puede ser el de la propia cosecha (no pudiendo venderse vino de otras marcas o cosechas) como a la comida, ya que solo se puede ofrecer una cantidad limitada de comida, en general a través de un bufé. En muchos locales se ofrece una buena selección de platos fríos, por ejemplo el Liptauer (pasta para untar) y diferentes platos calientes, como por ejemplo el famoso Wiener Schnitzel. Adicionalmente, un Heuriger solo puede abrir durante unos periodos de tiempo al año. En áreas de Austria donde hay diversos Heurigen habitualmente se planifica la apertura de los locales de tal forma que siempre haya al menos uno abierto. Cuando un Heurigen está abierto se suele poner a la entrada un par de ramitas de conífera colgadas, indicando de esta forma que los visitantes son bienvenidos (en el dialecto de Austria se suele decir que: Ausg'steckt is).
Por motivos económicos algunos Heurigen abren junto a estos locales restaurantes que pueden servir otras comidas, e incluso cerveza, por ejemplo. Los puristas consideran a estos locales como Pseudo-Heurigen por no respetar la tradición.
Al comienzo del siglo XX era costumbre llevarse uno mismo la comida, o incluso las bebidas al Heuriger. Para hacer a los establecimientos más rentables, el mismo local es atendido por diferentes vinicultores (winzers) de forma secuencial. De esta forma es posible tener diferentes tipos de vinos en diferentes fechas. A estos locales se les denomina a menudo como Winzerstube.

## Ambiente musical
El Muzak o cualquier música grabada se considera estrictamente tabú en el Heurigen. Si hay música será tocada por Heurigensänger o cantantes de Heurigen (generalmente dos), que se acompañan con una guitarra y un acordeón respectivamente. Andan de una mesa a otra solicitando propinas, suelen ejecutar música dentro de un pequeño repertorio (Wienerlieder o Canciones vienesas) y música Schrammelmusik para el placer de los presentes.
Los temas de estas canciones consideran los efectos, la calidad y los tipos de vinos. Tratan de temas tales como la belleza de Viena, del deseo nostálgico del regreso del pasado, las transiciones de la vida, lo inevitable del sufrimiento humano y la muerte, y un poco menos de cosas románticas como el amor.
El turismo en masa que llega a los Heuriger va ampliando los temas, muchos de ellos son alemanes (Piefkes) y esperan oír canciones del Rheinland, sin embargo los Heurigensänger ahora se encuentran con la necesidad de satisfacer los deseos de todas las nacionalidades, sobre todo cuando llega un autobús cargado de turistas. Esto ha hecho que la música de los Heurer cambie y se escuche a Anton Karas que ha gando dinero tocando su cítara o Hans Moser que interpretó algunas Wienerlied (canciones de Viena) en algunas de sus películas.

## Historia
Los habitantes de la pequeña localidad de Grafschaft Görz protestaron en siglo XVIII debido a que el conde Delmetri silo quería vender monopolísticamente sus propios productos en la región. Como consecuencia de esta revuelta, el 17 de agosto de 1784 el emperador José II de Habsburgo emitió un edicto en el que permitía a cada ciudadano vender alimentos, vino y mosto cosechados por ellos mismos.
El edicto tuvo que renovarse en 1845 debido a imperfecciones detectadas y poca concienciación ciudadana. Las leyes sobre la venta de alimentos y vino se fueron renovando hasta el consentimiento de la ley denominada "Buschenschankgesetzen der Bundesländer" que es la que rige en la actualidad y es aplicable en los estados federales de: Viena, Baja Austria, Burgenland y Steiermark (Estiria).

## Localidades de Heurigen
Las áreas conocidas para los Heurigen son:
- En Viena: Grinzing, Heiligenstadt, Sievering, Neustift am Walde, Stammersdorf, Strebersdorf, Mauer, Oberlaa, Nußdorf
- En Baja Austria: Gumpoldskirchen, Baden, Perchtoldsdorf, Ebreichsdorf, Heiligenkreuz, Tattendorf, Mödling, Sooß, Dürnstein, Königstetten, Spitz (Wachau), Furth bei Göttweig, Palt, Krems a.D., Langenlois, Retz, Pulkau, Bad Vöslau, Klosterneuburg
- En Burgenland (en la conocida "Weinidylle Südburgenland"): Rechnitz, Deutschkreutz y en el Eisenberg, Rust, Heiligenbrunn, Mörbisch, Oberschützen, Moschendorf
- En Steiermark: Gamlitz, Kitzeck im Sausal, Klöch, St. Anna am Aigen
- En Tirol del Sur: Eisacktal, Ritten